# Шпрем, Каролина
Каролина Шпрем (хорв. Karolina Šprem; род. 25 октября 1984 года в Вараждине, СФРЮ) — бывшая хорватская теннисистка, четвертьфиналистка Уимблдонского турнира 2004 года в одиночном разряде, экс-17-я ракетка мира.

## Общая информация
Каролина начала заниматься теннисом довольно поздно — в 9 лет, когда отец Габро привёл её в секцию. Мать Каролины зовут Божена. Также у неё есть старшая сестра Гордана и собака по кличке Элла.
Владеет хорватским и английским языками.
Каролина считает себя трудоголиком и любит, когда все улыбаются.
Предпочитает играть в агрессивном стиле на задней линии. Лучшими ударами являются подача и бэкхенд.
14 июля 2012 года Каролина вышла замуж за кипрского теннисиста Маркоса Багдатиса. 20 октября 2012 года у пары родилась дочь Захара.

## Спортивная карьера
Своё восхождение в 20-ку сильнейших начала в 2003 году, когда после пары титулов ITF, пробилась в финалы двух подряд турниров третьей категории в Страсбурге и Вене, где уступила итальянке Сильвии Фарине Элии и аргентинке Паоле Суарес соответственно.
Эти впечатляющие успехи позволили ей взлететь из конца второй сотни на 71-е место в рейтинге WTA. Также она сразу же попала в основную сетку Уимблдона, где дошла до второго круга. Далее она продолжила показывать стабильные результаты и закончила сезон на 58-й строчке.
Но настоящий прорыв случился в следующем 2004 году. Шпрем дошла до полуфинала турнира второй категории в Антверпене и первой категории в Берлине, четвертьфинала на ещё более крупном состязании в Майами, ворвавшись летом в Топ-30.
Правда, главный успех был впереди: Каролина произвела настоящую сенсацию на травяных кортах Уимблдона, где пробилась в четвертьфинал, обыграв по ходу таких сильных теннисисток, как Винус Уильямс, Магдалена Малеева и Меганн Шонесси. Победную поступь хорватки смогла остановить только Линдсей Дэвенпорт 6:2 6:2.
А 11 октября Каролина достигает рекордной для себя 17-й строчки мирового рейтинга.
В начале 2005 года Шпрем вновь успешно выступила на Большом Шлеме, пробившись в четвёртый круг Австралийского Чемпионата, где на её пути опять встала Дэвенпорт.
К сожалению, после этого турнира у Каролины наступает затяжной спад: имея в активе только финал в Калькутте (проигрыш Анастасии Мыскиной), хорватка заканчивает год 65-й.
В сезоне 2006 года стоит отметить лишь выход в третий круг Уимблдона и Ролан Гаррос. В итоге Каролина опустилась в конец первой сотни.
Но на этом неприятности не закончились: весной 2007-го Каролина получила травму локтя, после чего вынуждена была пропустить почти год, вернувшись лишь в марте 2008. Летом ей удалось дойти до полуфинала в Будапеште.
Новый сезон пришлось начинать на 175-м месте в рейтинге. Каролина часто играла турниры ITF и иногда появлялась в первых кругах соревнований WTA, что позволило ей войти в первую сотню и закончить год 96-й.
В 2010 году ей удалось дойти до второго круга Australian Open. На Ролан Гаррос Каролина уступила в первом матче Марии Кириленко.

## Рейтинг на конец года
| Год  | Одиночный рейтинг | Парный рейтинг |
| 2010 | 96                |                |
| 2009 | 96                |                |
| 2008 | 175               |                |
| 2007 | 208               |                |
| 2006 | 88                |                |
| 2005 | 65                | 244            |
| 2004 | 18                | 368            |
| 2003 | 59                | 587            |
| 2002 | 273               |                |
| 2001 | 717               |                |
| 2000 | 1157              |                |

## Выступления на турнирах

### Выступление в одиночных турнирах

#### Финалы турнировWTAв одиночном разряде (3)

##### Поражения (3)
| Легенда: До 2009 года       | Легенда: С 2009 года  |
| --------------------------- | --------------------- |
| Турниры Большого Шлема (0)  |                       |
| Олимпиада (0)               |                       |
| Итоговый чемпионат года (0) |                       |
| 1-я категория (0)           | Premier Mandatory (0) |
| 2-я категория (0)           | Premier 5 (0)         |
| 3-я категория (0)           | Premier (0)           |
| 4-я категория (0)           | International (0)     |
| 5-я категория (0)           | International (0)     |

| Титулы по покрытиям | Титулы по месту проведения матчей турнира |
| ------------------- | ----------------------------------------- |
| Хард (0)            | Зал (0)                                   |
| Грунт (0)           | Зал (0)                                   |
| Трава (0)           | Открытый воздух (0)                       |
| Ковёр (0)           | Открытый воздух (0)                       |

| №  | Дата             | Турнир             | Покрытие | Соперница в финале  | Счёт           |
| 1. | 19 мая 2003      | Страсбург, Франция | Грунт    | Сильвия Фарина-Элия | 3-6 6-4 4-6    |
| 2. | 9 июня 2003      | Вена, Австрия      | Грунт    | Паола Суарес        | 6-7(0) 6-2 4-6 |
| 3. | 19 сентября 2005 | Калькутта, Индия   | Хард(i)  | Анастасия Мыскина   | 2-6 2-6        |

#### Финалы турнировITFв одиночном разряде (14)

##### Победы (10)
| Легенда:         |
| ---------------- |
| 100.000 USD (1)  |
| 75.000 USD (0)   |
| 50.000 USD (3)   |
| 25.000 USD (3)   |
| 10.000 USD (3+1) |

| Титулы по покрытиям | Титулы по месту проведения матчей турнира |
| ------------------- | ----------------------------------------- |
| Хард (8+1)          | Зал (8+1)                                 |
| Грунт (2)           | Зал (8+1)                                 |
| Трава (0)           | Открытый воздух (2)                       |
| Ковёр (0)           | Открытый воздух (2)                       |

| №   | Дата               | Турнир                         | Покрытие | Соперница в финале   | Счёт            |
| 1.  | 21 января, 2002.   | Курмайор, Италия               | Хард(i)  | Штефани Вайз         | 4-6 7-6(3) 6-4  |
| 2.  | 11 февраля, 2002.  | Бергамо, Италия                | Хард(i)  | Рита Дельиспости     | 6-1 6-2         |
| 3.  | 20 января, 2003.   | Гренобль, Франция              | Хард(i)  | Софи Лефевр          | 7-5 7-5         |
| 4.  | 20 января, 2003.   | Саутгемптон, Великобритания    | Хард(i)  | Магдалена Зденовцова | 6-1 3-0 — отказ |
| 5.  | 18 февраля, 2003.  | Рэдбридж, Великобритания       | Хард(i)  | Ольга Барабанщикова  | 6-3 6-2         |
| 6.  | 17 марта, 2003.    | Кастельон-де-ла-Плана, Испания | Грунт    | Людмила Церванова    | 6-3 6-3         |
| 7.  | 29 октября, 2003.  | Пуатье, Франция                | Хард(i)  | Роберта Винчи        | 6-4 7-5         |
| 8.  | 23 февраля, 2009.  | Биберах-на-Рисе, Германия      | Хард(i)  | Кирстен Флипкенс     | 6-1 6-2         |
| 9.  | 6 апреля, 2009.    | Торхаут, Бельгия               | Хард(i)  | Виктория Кутузова    | 6-1 6-4         |
| 10. | 14 сентября, 2009. | Местре, Италия                 | Грунт    | Ивонн Мойсбургер     | 2-6 6-2 6-4     |

##### Поражения (4)
| №  | Дата              | Турнир                       | Покрытие | Соперница в финале | Счёт           |
| 1. | 27 августа, 2001. | Мостар, Босния и Герцеговина | Грунт    | Адриана Басарич    | 4-6 3-6        |
| 2. | 25 марта, 2002.   | Рим, Италия                  | Грунт    | Динара Сафина      | 7-6(3) 2-6 3-6 |
| 3. | 17 июня, 2002.    | Гориция, Италия              | Грунт    | Айнхоа Гони-Бланко | 6-7(4) 1-6     |
| 4. | 5 августа, 2002.  | Римини, Италия               | Грунт    | Лоранс Андретто    | 6-7(4) 1-6     |

### Выступления в парном разряде

#### Финалы турнировITFв парном разряде (1)

##### Победы (1)
| №  | Дата            | Турнир           | Покрытие | Партнёрша           | Соперницы в финале         | Счёт    |
| 1. | 24 ноября, 2002 | Загреб, Хорватия | Хард(i)  | Мервана Югич-Салкич | Елена Костанич Матея Межак | 6-2 6-4 |

## История выступлений на турнирах
По состоянию на 3 октября 2011 года
Для того, чтобы предотвратить неразбериху и удваивание счета, информация в этой таблице корректируется только по окончании турнира или по окончании участия там данного игрока.

### Одиночные турниры
| Турнир                 | 2003  | 2004  | 2005          | 2006          | 2007          | 2008  | 2009          | 2010          | 2011          | Итог   | В/П за карьеру |
| ---------------------- | ----- | ----- | ------------- | ------------- | ------------- | ----- | ------------- | ------------- | ------------- | ------ | -------------- |
| Турниры Большого Шлема |       |       |               |               |               |       |               |               |               |        |                |
| Australian Open        | -     | 1Р    | 4Р            | 2Р            | 1Р            | -     | 1Р            | 2Р            | 1Р            | 0 / 7  | 8-7            |
| Roland Garros          | -     | 1Р    | 2Р            | 3Р            | -             | 1Р    | 1Р            | 1Р            | -             | 0 / 6  | 3-6            |
| Уимблдон               | 2Р    | 1/4   | 1Р            | 3Р            | -             | -     | 1Р            | 2Р            | -             | 0 / 6  | 8-6            |
| US Open                | 1Р    | 1Р    | 1Р            | 1Р            | -             | К     | К             | 1Р            | -             | 0 / 7  | 1-7            |
| Итог                   | 0 / 2 | 0 / 4 | 0 / 4         | 0 / 4         | 0 / 1         | 0 / 2 | 0 / 4         | 0 / 4         | 0 / 1         | 0 / 26 |                |
| В/П в сезоне           | 1-2   | 4-4   | 4-4           | 5-4           | 0-1           | 0-2   | 4-4           | 2-4           | 0-1           |        | 20-26          |
| Олимпийские игры       |       |       |               |               |               |       |               |               |               |        |                |
| Летняя олимпиада       | НП    | 3Р    | Не проводился | Не проводился | Не проводился | -     | Не проводился | Не проводился | Не проводился | 0 / 1  | 2-1            |

К — проигрыш в квалификационном турнире.